# Adrián de Alesio
Adrian Pérez de Alesio (... – 1650) è stato un pittore e poeta peruviano.

## Biografia
Di Alesio  sono sconosciuti data e luogo di nascita, anche se nacque probabilmente in Europa. Suo padre, Mateo Pérez de Alesio detto Matteo da Lecce, arrivò a Lima nel 1588 e sposò Maria Fuentes de la Cadena nel 1598. Adrián de Alesio fu discepolo di suo padre. Parallelamente sviluppò l'interesse per la poesia: fu infatti autore nel 1645 del poema El Angélico ("L'Angelico"), dedicata a San Tommaso d'Aquino.
Generalmente si ritiene che Alesio sia stato un sacerdote dominicano , oppure un mercedario . Non ci sono tracce del suo lavoro negli archivi monastici. L'Alesio ha anche dipinto alcuni libri corali del suo convento .